# Колония (община)
Вижте пояснителната страница за други значения на Колония.
Колония или Колоня е община и историко-географска област в Албания, част от административната област Корча. Заема площ от 805 км2. До 2015 година се нарича окръг Колония (на албански: Rrethi i Kolonjës). Населението на окръга през 2010 година е 14 318 души. Административен център на общината е град Ерсека.

## Селища
- Ерсека – 7039 души (2012)
- Лесковик – 1438 души (2012)

## Население
Населението на окръга през 2010 година е 14 318 души. Значителна част от населението са гърци и власи.